# Circolo della Vela Sicilia
Il Circolo della Vela Sicilia è uno yacht club italiano con base sportiva a Mondello, a Palermo, Collare d’Oro al merito Sportivo 2021.
Il team Luna Rossa Challenge collabora con il Circolo della Vela Sicilia e con il guidone del club palermitano ha partecipato a due edizioni dell'America's Cup: è stato finalista della Louis Vuitton Cup 2013 (persa in finale contro Emirates Team New Zealand) e successivamente ha vinto la Prada Cup 2021 (in questo caso come Challenger of Record dell'America's Cup 2021). La Prada Cup è esposta nella sede del circolo a Mondello.

## Storia

### Dal 1933 al 1946
Il Circolo della Vela Sicilia nasce ufficialmente il 14 maggio 1933, costituito presso un notaio da un gruppo di dodici amici appassionati di vela: Luigi Airoldi dei Conti di Lecco, Giuseppe Albanese, Ignazio De Pace, Major Hugg Dodds, Giovanni Grasso Notarbartolo, Beniamino Lo Forte, Pietro Morici, Filippo Notarbartolo Marchese di Montallegro, Santi Planeta di Santa Cecilia, Vincenzo Richichi, Filiberto Sallier De La Tour Principe di Castelcicala e Vincenzo Zanca.
Presidente viene eletto Filippo Notarbartolo di Montallegro e Giovanni Grasso Notarbartolo Vicepresidente.
L'attività sociale vera e propria inizia nel 1934 con l'inaugurazione della sede sociale a Punta Celesi - Mondello.
La deliziosa costruzione, progettata dall'ing. Vincenzo Zanca in collaborazione con Pietro Morici, viene finanziata da una sottoscrizione di azioni da lire 500 cadauna, con interesse garantito del 5% - rimborsate per sorteggio - ideata e garantita da Santi Planeta di Santa Cecilia.
L'inaugurazione avviene in grande stile il 21 luglio 1934 alla presenza del Maresciallo dell'Aria Italo Balbo e del Prefetto Marziale.
Immediatamente prende vita l'attività velica con una "flotta" di imbarcazioni del Circolo e dei Soci: l'ammiraglia Alcione- un grosso cutter -; il Miranda, del Capitano Pasquale Camicia - un 6 metri ex stazza internazionale -; il Gloriana modernissimo Star 1118 dei cantieri Baglietto, di proprietà dei fratelli Enrico e Mario Ducrot; la barca per gli allenamenti Oronzo, un 6 metri stazza nazionale A 35; infine ricordiamo due barchini, pontati con vela Marconi, chiamati Balilla del mare, appartenenti al Principe Filiberto di Castelcicala, l'uno ed a Luigi Airoldi e Pietro Morici, l'altro. Il 1935 è caratterizzato da vari eventi di particolare rilievo.
In maggio sono organizzate dal Circolo le Regate Veliche Internazionali, manifestazione rientrante nel programma della Primavera siciliana, cui partecipa Sua Maestà Alfonso XIII di Spagna con l'Hispania VII. In agosto a Napoli il Gloriana - skipper Mario Ducrot, manovratore Guidino Airoldi - vince il Campionato Italiano Classe Star. Sempre a Napoli, in settembre, Mario Ducrot e Guido Airoldi conquistano il secondo posto ai Campionati Europei Star.
Nel 1936 si raddoppia: viene organizzata la seconda edizione delle Regate Veliche Internazionali ed i fratelli Ducrot con il Gloriana vincono il Campionato Italiano Star a Palermo.
Nel 1937 si svolge il Campionato Palermitano Star; su cinque imbarcazioni iscritte, tre appartengono a soci del Circolo: il Gloriana, il Maharaba di Luigi Airoldi e l'Annabella di Giuseppe Tasca, che, a sorpresa, vince la regata, precedendo il favoritissimo Gloriana.
Nel 1938 i Fratelli Ducrot a Kiel conquistano il titolo di vice-campioni europei della Classe Star con il "Gloriana II".
Nel 1939, Giuseppe Tasca con il suo Annabella vince a Catania la coppa di S.M. il Re Imperatore.
Ma già si addensavano le fosche nubi della guerra e, nella primavera del 1939, il Presidente Filippo Notarbartolo di Montallegro si dimette per motivi militari, verrà poi a mancare, purtroppo, nel 1943, servendo la Patria.
Viene eletto Presidente Girolamo (Mommino) Vannucci barone del Corbo, anziano ed appassionato velista, nonché brillante e simpatico uomo di Circolo.
Nel 1943 il Barone Vannucci rassegna le dimissioni dopo avere affrontato ed impeccabilmente superato quattro anni di presidenza in un momento storico particolarmente difficile. Subentra così un altro dei fondatori, Don Luigi Airoldi dei Conti di Lecco, pioniere velista e grande sportivo.
Anche la sua presidenza coincide con un momento particolarmente difficile, che egli gestisce con grande eleganza e tatto.
È lo stesso Luigi Airoldi, dopo soli due anni alla guida del sodalizio, a caldeggiare la nomina a Presidente di Don Fabrizio Lanza di Mazzarino Conte d'Assaro, ritenendolo l'uomo più adeguato a ricoprire la carica. Il cambio della guardia avviene in un'atmosfera di straordinaria concordia, con la più affettuosa unanimità. Comincia così, nel 1946, la presidenza del Conte d'Assaro che, sino ad oggi, è stata la più lunga. Affiancato dalla Contessa Conchita egli dirige il sodalizio con amore ed ineguagliabile signorilità, facendolo rinascere dopo i colpi della guerra.
È doveroso e piace ricordare anche la storica figura di Giovanni Grasso Notarbartolo, già Vicepresidente del Circolo fin dalla prima ora. Egli ha coadiuvato il Conte d'Assaro per tutti gli anni di questa lunga presidenza, sia come Vicepresidente, sia come Segretario Generale. Questo grandissimo "clubman", pur non essendo mai stato Presidente, ha dato un enorme contributo a caratterizzare le cose migliori che contraddistinguono in Circolo fino ai giorni nostri.

### Dal 1946 al 1982
Durante il primo decennio postbellico le attività veliche subiscono un forte rallentamento e la ripresa avviene in grande misura per iniziativa dei singoli. Negli anni in cui dominano i Dinghies e gli Snipes, Enrico Ducrot, campione sportivo e grande dirigente della vela italiana, si fa personalmente carico delle attività didattiche.
Tra i giovani velisti di allora ricordiamo Nicola Lentini e Gabriele Guccione. Il primo si classifica 4º al Campionato Universitario degli Snipes nel 1956. Sempre nel '56 e nel '57 vince il Campionato Siciliano Dinghy. Gabriele Guccione, invece dal 1958 al 1962 è sempre stato in squadra nazionale Finn, ma per cinque volte si vede sfuggire il titolo tricolore per un soffio.
Gli anni sessanta saranno per sempre ricordati come quelli dello Yacht Aloa, di proprietà di Filippo (Pippo) Maniscalco, uno splendido 12 metri stazza internazionale costruito in Inghilterra negli anni '20. La splendida imbarcazione partecipa numerose volte alla regata Siracusa Malta, che si svolge con cadenza annuale, una volta in un senso ed una nell'altro, distinguendosi con vittorie in tempo reale e piazzamenti in tempo compensato.
Nel 1965 avviene il quarto cambio della guardia alla Presidenza, nella forma più affettuosa ed amichevole, secondo le tradizioni del Circolo. Don Fabrizio Lanza rassegna le dimissioni, passando il testimone, dopo ben 18 anni di brillantissima presidenza, ad Enrico Ducrot, grande tecnico di barche ed appassionato velista, già Commodore della Star Class e Campione italiano.
Per completare il profilo di questo grande "lupo di mare", giova ricordare che è stato Vice Presidente della F.I.V. dal 1969 al 1976 ed è stato accompagnatore Ufficiale della squadra italiana alle Olimpiadi di Kingston sul lago Ontario, ove svolse un eccellente lavoro. Egli si impegna attivamente anche in campo agonistico fino oltre gli ottanta anni di età, quale armatore e skipper del Gloriana IV e del Filo da Torcere con le quali raccoglie numerosi successi.
Anche questa è stata una presidenza eccezionalmente lunga, 17 anni, durante i quali Enrico Ducrot è stato superbamente coadiuvato da Giovanni (Joe) Grasso De Stefano, Segretario Generale e brillantissimo animatore del Circolo. Con l'ulteriore impulso velico portato dalla Presidenza Ducrot per tre anni consecutivi si svolge, a cavallo tra gli anni '60 e '70, una regata di altura con partenza da Anzio ed arrivo a Mondello. Il Circolo gioca un ruolo da protagonista nella manifestazione, sia facendo partecipare l'Aloa di Pippo Maniscalco, da lui comandata con un equipaggio composto esclusivamente da soci, sia curando l'organizzazione della regata, ospitando i numerosi equipaggi composti dagli skippers più noti d'Italia ed organizzando premiazioni in forma solenne e mondana, con ricchi premi e festeggiamenti entrati nella storia del Circolo.
Una di queste edizioni fu vinta da Kerkira II, pilotata dal leggendario Comandante Agostino Straulino.
Così entriamo negli anni settanta che vedono il pieno rifiorire delle attività veliche a livello agonistico. Le prime avvisaglie si erano già avute con la vittoria nel 1968 di Alessandro La Lomia nel campionato italiano classe Finn Juniores, svoltosi a Taranto e con i successi di Agostino Randazzo, Campione Siciliano di Flying Jr. nel 1965, 1967 e 1968, ottavo assoluto e primo degli italiani ai mondiali svoltisi a Muiden nel 1969 anno coronato con la vittoria del titolo italiano a Diano Marina. Sempre Agostino Randazzo, nel luglio del 1971, si aggiudica il secondo posto nel Campionato Europeo Strale, svoltosi ad Evian sul lago Lemano e conquista il titolo di Campione Italiano juniores a Palermo. Nel 1972 Agostino Randazzo e Marco Sartori vincono in Tempest la Settimana Internazionale di Genova e trionfano nel V Campionato Italiano a Rimini con 5 primi. Sfiorano le Olimpiadi di Kiel perdendole all’ultima prova delle 14 regate di selezione tenute alla Maddalena e a Porto S.Stefano.
Nel 1972 è la volta di Gabriele Guccione ad aggiudicarsi la Siracusa Malta al timone del Gloriana IV, l'Arpege che Enrico Ducrot aveva venduto al catanese Virlinzi, classificandosi, con una traversata record, primo in tempo reale e secondo assoluto in base al rating. Due anni dopo il Circolo della Vela Sicilia organizza la Regata Nazionale Finn nella quale dominano i Soci Gabriele Guccione e Alessandro La Lomia, aggiudicandosi, rispettivamente, il primo ed il secondo posto. Quell'anno vede anche la vittoria di Agostino Randazzo e Piero Majolino nel Campionato Italiano Juniores Classe 470.
Anche nel 1975 il Circolo miete successi con Alessandro La Lomia che vince il primo Campionato Zonale Classe Laser e la Regata Nazionale Classe Finn nelle acque di S. Maria di Leuca. Nello stesso anno Agostino Randazzo e Piero Majolino conquistano il settimo posto agli Europei 470 a Stokes Bay in Gran Bretagna.
Gli anni '80 si aprono con una terribile tromba d'aria seguita da una mareggiata, che procura danni ingentissimi alle strutture del Circolo e danneggia anche la piscina di nuova costruzione. In effetti, la splendida posizione sul mare del Circolo ci fa pagare un pesante tributo annuale alle ire di Nettuno, ricordiamo, tra le altre, la mareggiata del 1962 ed il maremoto degli anni '70 che procurò gravi danni anche al porto di Palermo. Ed in questo contesto ci sembra giusto ricordare l'amore per il Circolo e le straordinarie capacità organizzativo-manageriali delle varie dirigenze succedutesi alla guida della Vela, che fanno sì che ogni estate la sede ritorni al suo abituale splendore. Il Filo da Torcere, un One Ton di costruzione Vallicelli 1980, che aveva vinto a Napoli il Campionato Mondiale One Ton Cup, viene acquistato nel 1981 dallo sportivissimo Presidente Enrico Ducrot. Con questa imbarcazione egli vince nel 1982 la Targa Daria Notarbartolo e la Coppa del Presidente, nel 1983 di nuovo la Targa Daria Notarbartolo, che si aggiudica definitivamente avendola già vinta col Gloriana IV nel 1974 ed ancora la Coppa del Presidente (Challenge perpetua).

### Dal 1982 al 2000
Il 28 febbraio 1982 avviene il 5º passaggio dei poteri presidenziali, da Enrico Ducrot a Giuseppe Tasca Conte d'Almerita, vecchi amici, vicinissimi l'un l'altro nello sport e nella vita sin dalla prima giovinezza. Come primo gesto ufficiale Giuseppe Tasca propone all'Assemblea, la nomina di Enrico Ducrot a Presidente Onorario dei Circolo, proposta accolta con un commovente e lunghissimo scroscio di applausi. Il Presidente, affiancato con eleganza da Don Ruggero Paternò di Carcaci, chiama nel nuovo Consiglio direttivo tre giovani velisti: Gabriele Guccione, Alessandro La Lomia ed Agostino Randazzo, al fine di incrementare al massimo questo sport, scopo del Circolo come recita l'art. 2 dello Statuto.
Il 1984 è stato un anno davvero memorabile, il Circolo festeggia in grande stile il cinquantenario con la designazione di Alessandro La Lomia nel ruolo di riserva alle Olimpiadi di Los Angeles.
Nei giorni 13, 14 e 15 luglio si svolgono, nello specchio d'acqua antistante il Circolo, le 3 prove per la Regata "Trofeo del Cinquantenario". L'organizzazione è curata sin nei minimi dettagli. Le prove sono disputate con perfetto ordine, avvalendosi della preziosa assistenza della Capitaneria di Porto e della Marina Militare (con ben 3 Dragamine messi a disposizione del Comitato ed ancorati in rada proprio davanti al Circolo). Oltre al Trofeo, generosamente offerto da Paolo Bulgari, sono in palio un'imponente serie di belle coppe.
Domenica 15 luglio - ultima giornata di gara - un vento che salta da tramontana a ponente, con zone di calma piatta, mette a dura prova i nervi degli equipaggi, sconvolgendo in modo imprevedibile la classifica generale. Così Filo da Torcere di Enrico Ducrot, pilotata da Agostino Randazzo, che godeva dei favori del pronostico, deve accontentarsi di un 4º posto di giornata, retrocedendo da 1a a 2a in classifica generale, con grande delusione dei Soci tutti e di molti altri ancora... Segue un cocktail e la cerimonia di premiazione. La serata si conclude brillantemente con un affollato pranzo offerto dal Circolo ai regatanti.
Nel giugno del 1987 il Circolo ospita a Mondello i campionati italiani della classe regina della vela mondiale: la Star, nel segno della continuità con le origini del sodalizio e ripercorrendo le felici tradizioni degli anni Trenta. Al sesto posto, vincitore di una prova, l’equipaggio del Circolo della Vela Sicilia con Agostino Randazzo e Francesco Bertorotta.
Nel 1988 il Circolo si afferma anche nel mondo delle tavole a vela con Giada Zalapì vincendo il campionato Europeo Windsurfer e nel 1990 conquistando il titolo di campione del mondo a squadre nei Mistral.
Tre anni dopo, nell'aprile del 1990, il Circolo della Vela Sicilia concede a Mondello l'opportunità di vedere all'opera alcuni grandi della vela mondiale, organizzando i Campionati Europei Classe Star. Malgrado un tempo assolutamente inclemente, con un vento talmente inusuale da non permettere il completamente dell'intero programma, la regata è stata entusiasmante, confermando le grandi doti e lo straordinario talento del brasiliano Torben Grael, bronzo due anni prima alle Olimpiadi di Seul, poi campione dei mondo e, nel 1999, tattico di Luna Rossa.
Nel 1992 avviene il 6° cambio della guardia alla guida del Circolo, viene così eletto l'attuale Presidente, il Cavaliere del Lavoro Angelo Randazzo, determinato nel ribadire le grandi tradizioni organizzative del sodalizio ed efficacemente coadiuvato dal Segretario Generale: Cavaliere del Lavoro Alfonso Parlato Spadafora Barone di Luccoveni. Le nobili ambizioni vengono immediatamente premiate con l'assegnazione della 13ª edizione del campionato tricolore della Classe J24, un'imbarcazione di relativamente recente progettazione, affermatasi anche in Europa agli inizi degli anni Ottanta. Mondello raduna così un cast di timonieri eccezionale, autentici professionisti della vela mondiale, soprattutto d'altura, con un passato nelle classi olimpiche di prim'ordine. Il campionato si rivela incerto ed appassionante sino all'ultimo. A fregiarsi del titolo è Flavio Favini, campione europeo l'anno precedente. Al tredicesimo posto Agostino Randazzo, vincitore dell'ultima prova.
Nel 1994 Alessandro La Lomia vince il Campionato Italiano Star a prua di Dodo Gorla a Malcesine. La seconda metà degli anni '90 vede anche un forte incremento nell'organizzazione dei campionati zonali Laser ed Optimist organizzati dal Circolo.
Nel 1996 si svolgono due importanti manifestazioni italiane, il Campionato Italiano Classi Olimpiche (organizzazione intercircolo) ed il Campionato Italiano "L'Équipe" (in collaborazione con il Lauria). Lo stesso anno viene organizzata la regata “Coppa Bonanno” nella classe Laser.
Il decennio si conclude in bellezza con il Circolo che si aggiudica l'organizzazione della 18ª edizione dei Campionati Europei J24, svoltisi dall'11 al 18 settembre 1999.

### Dal 2000 al 2010
Gli anni Duemila sono quelli della grande vela d’altura e della scuola di vela nelle classi Optimist e Laser.
Nel 2001 l’attenzione dello staff tecnico del circolo si rivolge alle nuove leve con l’organizzazione del Campionato Italiano Trofeo Touring club, al quale partecipano oltre 400 piccoli timonieri da tutta Italia, e il trofeo Topolino organizzato in collaborazione con la Warner Bros. La XVI edizione della manifestazione ha visto in acqua piccoli velisti fra i 9 e gli 11 anni: 123 partecipanti nella classe Optimist, 12 nell’Aloha.
Nel settembre del 2004 la Federazione Italiana Vela assegna al Circolo l’organizzazione della Coppa Prima Vela e Coppa del Presidente: in 500 scendono in acqua nelle varie discipline.
Il 7 aprile del 2005 nasce la regata internazionale d’altura Palermo-Montecarlo. L’Assessore Comunale allo Sport, Stefano Santoro, pensa a una grande regata e con il Cavaliere del Lavoro Angelo Randazzo ed il Console Onorario del Principato di Monaco a Palermo Emanuele Bruno coinvolgono lo Yacht Club de Monaco. Si firma la Compte Rendu che è l’atto di nascita della prima edizione della Palermo-Montecarlo. Il Circolo della Vela Sicilia si fa carico della parte tecnica della regata e dell’organizzazione.
Nel 2006 “Amer Sport One” con al timone Agostino Randazzo e in equipaggio anche i Soci Piero Majolino ed Edoardo Bonanno vincono la Palermo Montecarlo.
Nel 2008 il Principe Carlo di Borbone delle due Sicilie, Presidente della Classe Smeralda888, propone al Presidente del Circolo Cavaliere del Lavoro Angelo Randazzo, di ospitare una tappa internazionale della Classe Smeralda888. A giugno è tutto pronto: sulla linea di partenza si presentano otto imbarcazioni che si sfidano per la quarta prova del circuito. Il Principe Carlo di Borbone delle Due Sicilie è al timone della sua “Vamos Mi Amor”. Tra i contendenti nella tappa siciliana anche un equipaggio formato dal timoniere Agostino Randazzo con Francesco Bertorotta, Piero Majolino e Filippo Fontana.
Il 2008 viene segnato dal grande dolore per il lutto improvviso che colpisce il Circolo della Vela Sicilia con la morte del Presidente Cav. Lav. Angelo Randazzo. L’intero Consiglio Direttivo delibera senza tentennamenti di dimettersi in segno di grande rispetto e si va a nuove elezioni.
Nel 2009 viene eletto presidente Agostino Randazzo, con un prestigioso trascorso agonistico. Il nuovo Presidente, ha nel suo palmares diversi titoli, quattro titoli italiani nelle classi FJ, Strale Tempest e 470 e risultati di rilievo in campo internazionale.

### Dal 2010 al 2020
Il decennio si apre con il gemellaggio che suggella i rapporti sempre più stretti fra il Circolo della Vela Sicilia e lo Yacht Club de Monaco.
Nel 2012 il Circolo della Vela Sicilia entra in corsa nell’esperienza di 1001Velacup, un'iniziativa, ideata nel 2005 dagli architetti Massimo Paperini e Paolo Procesi, con il nome di “Mille e una vela per l’Università”, promossa insieme all’Università degli Studi Roma Tre – Facoltà di Architettura - fino al 2010 e dall’Università degli Studi di Palermo nel 2011. Dal 2012 ad ospitare le regate è il Circolo della Vela Sicilia: le regate si disputano annualmente e prevedono imbarcazioni progettate, realizzate e condotte da studenti universitari.
Nel giugno del 2013, su proposta del velista e storico scrittore della vela Paolo Rastrelli per il centesimo anniversario della classe Dinghy il Circolo della Vela Sicilia organizza il Campionato Italiano Coppa del centenario – Trofeo Challenge Angelo Randazzo. Per l’occasione viene emesso un annullo postale con logo e cartolina dedicata. Il 15 giugno del 2013 il Presidente Agostino Randazzo firma l’accordo di gemellaggio con la Compagnia della Vela Di Venezia.
Il 2013 è anche l’anno degli ottanta anni dalla fondazione del circolo, mentre un anno più tardi, a luglio del 2014, si celebra l’anniversario dell’inaugurazione della storica e splendida sede del Circolo di Mondello. Oltre duecento Soci con il presidente Agostino Randazzo e l’intero Consiglio Direttivo hanno festeggiato l’evento.
Nel 2015 “Extra1” con al timone Piero Majolino ed in equipaggio i Soci Edoardo Bonanno, Giovanni Briganti, Gabriele Coffaro, Mainaldo Maneschi e Antonio Saporito vincono la Palermo-Montecarlo.
Il 2018 è l’anno della XIV Palermo Montecarlo. Alla partenza la presenza di Sua Altezza Serenissima Alberto II Ranieri di Monaco che assiste alle fasi iniziali della regata a bordo dell’unità navale Gregoretti della Guardia Costiera. Ad accompagnarlo, insieme al Presidente del Circolo Della Vela Sicilia Agostino Randazzo, anche il Sindaco di Palermo Leoluca Orlando e il Segretario Generale del club monegasco Bernard d’Alessandri.

### Dal 2020 ad oggi
Il 2020 è l’anno che rimarrà nel ricordo di tutti per la pandemia da Coronavirus. Anche il mondo dello sport viene colpito e il Circolo della Vela Sicilia è costretto a rinviare di un anno la disputa della XVI edizione della Palermo-Montecarlo.
A luglio del 2021 si disputa la seconda edizione del Memorial Piero Majolino, la veleggiata in ricordo dell’ex direttore sportivo del Circolo della Vela Sicilia che vede protagonisti tutti gli amici di Piero. A vincere la regata è Cochina dell’armatore Giorgio Fabri con lo skipper Edoardo Bonanno. La barca del Circolo della Vela Sicilia bissa così il successo dello scorso anno.
Ad agosto torna la regata internazionale d’altura Palermo-Montecarlo e dopo lo stop per la pandemia si disputa la XVI edizione. Il vincitore overall dei due raggruppamenti IRC e ORC International è il J122 Joy con l’equipaggio del Circolo della Vela Sicilia, capitanato dallo skipper Edoardo Bonanno e da Gaetano Figlia di Granara, che si aggiudica così il prestigioso Trofeo Challenge Angelo Randazzo. Il successo, a sei anni di distanza dall’ultimo, viene dedicato al ricordo di Piero Majolino prematuramente scomparso nel 2020.
L’attività del Circolo della Vela Sicilia non si è fermata con la Palermo-Montecarlo. A settembre organizza l’ottantaseiesima edizione del Campionato Italiano Dinghy12P – Trofeo “Angelo Randazzo”. A vincere è Vittorio D’Albertas, timoniere del Circolo Velico di Santa Margherita Ligure. Fra le donne successo per Paola Randazzo del Circolo della Vela Sicilia.
Dopo lo stop per la pandemia a settembre torna anche la 1001Vela Cup. Il Circolo organizza la quattordicesima edizione del trofeo internazionale che vede sfidarsi imbarcazioni a vela progettate, costruite e condotte dagli studenti universitari. Ad aprire la manifestazione il seminario dal tema “America’s Cup: the new foiling hull generation” con i membri di Luna Rossa Prada Pirelli Team Andrea Vergombello e Gilberto Nobili. L’università di Napoli Federico II - Monte S. Angelo con il professor Carlo Bertorello si aggiudica il "Trofeo Paolo Padova", mentre il Trofeo 1001VELAcup va all’Università di Trieste.
Le soddisfazioni per il Circolo della Vela passano anche per il terzo posto al Giro d’Italia a vela di Alessandro Torresani che ha affrontato la regata a bordo del Team Venezia Salone Nautico. Torresani è stato preceduto solo dai francesi Sophie Faguet e Pierre Leboucher del Team Urban Value, primi, e dal Team Softway di Pam Lee e Andrea Fornaro.
La ribalta internazionale della regata più importante al mondo e la vittoria della Prada Cup mettono in luce tutto il Circolo della Vela Sicilia e il suo presidente Agostino Randazzo che riceve a luglio dal sindaco di Palermo Leoluca Orlando la Tessera Preziosa del Mosaico Palermo, ma soprattutto il 20 dicembre il Collare d’Oro al merito Sportivo, l’onorificenza più prestigiosa dello sport italiano. Ad accompagnare sul palco il presidente Randazzo per ricevere dalle mani del presidente del Coni Giovanni Malagò il riconoscimento l’Alfiere Edoardo Bonanno. La cerimonia è stata onorata dalla partecipazione del Presidente del Consiglio Mario Draghi, del Sottosegretario con Delega allo Sport, Valentina Vezzali, del Presidente del Comitato Italiano Paralimpico, Luca Pancalli e delle maggiori autorità.
A febbraio 2022 il Circolo della Vela Sicilia, insieme ad Alessandro Torresani, punta all’oceano con la partecipazione alla Mini Transat 2023.
Febbraio è anche il mese della regata Interzonale Ilca con la partecipazione di circa 80 atleti.
Per la prima volta in Sicilia si organizza il raduno della classe Rs Aero, una classe innovativa che si sta affermando sempre di più grazie al peso ridotto che ne garantisce manovrabilità e trasporto.
L’attività organizzativa del Circolo si intensifica ancora di più con la selezione Interzonale Optimist, tre prove del Campionato Zonale Dinghy 12p e il ricordo di Piero Majolino con il terzo Memorial in suo onore: in lizza i suoi amici di sempre giunti a Palermo per l’occasione da tutta Italia. Sulla linea di partenza a San Vito si presentano 21 imbarcazioni.
Il tradizionale appuntamento con la Palermo-Montecarlo è per il 19 agosto con la partenza della XVII edizione.
Oltre all’organizzazione delle regate, il Circolo della Vela Sicilia si concentra sull’attività giovanile lanciando la scuola di vela con la promozione nelle scuole e  alla quale partecipano numerosi allievi.
Le squadre agonistiche Optimist, Ilca, Minialtura e Altura raggiungono ottimi risultati.
Orgoglio per Alessandro Torresani che si qualifica per la Mini Transat 2023 ottenendo risultati di rilievo fra cui la vittoria all’Arcipelago 6.50, la regata del Campionato Italiano Classe Mini 6.50, a bordo del Pogo 3 1012, successo ottenuto con 3 ore di vantaggio sugli inseguitori.
A novembre al compimento del primo anno del progetto biennale transoceanico si organizza nella sede di Mondello un incontro con Alessandro Torresani e i dirigenti del Circolo per la programmazione dei prossimi appuntamenti.
Il Circolo della Vela Sicilia a maggio è stato premiato con il titolo di Velista dell’Anno TAG Heuer 2022 per la categoria Yacht Club by Seably nel corso della cerimonia che si è svolta a Milano.

### America's cup
Un capitolo a parte merita la straordinaria storia del Circolo a fianco di Luna Rossa.
Nel 2011 il Circolo della Vela Sicilia entra nel gotha della vela mondiale lanciando la sfida alla XXXIV America’s Cup per il team Luna Rossa Challenge. Il 4 aprile 2012 al Circolo si presenta il team che parteciperà alla Coppa America e che giungerà fino alla finale della Louis Vuitton Cup di San Francisco.
Nel 2015 Grant Dalton, CEO di Emirates Team New Zealand, annuncia che il Royal New Zealand Yacht Squadron ha accettato la nuova sfida del Circolo della Vela Sicilia alla XXXV America’s Cup che si terrà alle Bermuda. La sfida però si concluderà con il ritiro di Luna Rossa.
Nel 2017 il Circolo della Vela Sicilia è ancora una volta scelto da Patrizio Bertelli quale Yacht Club sfidante per la sesta e storica sfida del team Luna Rossa all’America’s Cup che si svolgerà nel 2021 ad Auckland in Nuova Zelanda.
L’ufficialità arriva il 26 giugno del 2017 quando il Royal New Zealand Yacht Squadron accetta formalmente la terza sfida del Circolo della Vela Sicilia, il Challenger of Record della XXXVI America's Cup. Il Royal New Zealand Yacht Squadron e il team che lo rappresenta, Emirates Team New Zealand, si ripromettono di collaborare con il Circolo della Vela Sicilia e Luna Rossa per assicurare all'evento una nuova impronta coniugando la volontà di innovazione con i valori tradizionali della Coppa.
Nel luglio 2018 le squadre agonistiche del Circolo della Vela Sicilia fanno visita alla base di Luna Rossa a Cagliari dove accompagnate dagli allenatori, vengono accolte in un ambiente che sembra subito familiare e trascorrono una giornata tipo con il team. Tutti imparano e sperimentano mansioni fianco a fianco con gli atleti, gli ingegneri, le maestranze al lavoro nelle officine e nelle velerie.
Il 21 giugno 2019 presso la storica Sede del Circolo della Vela Sicilia, viene presentato alla stampa il Team Luna Rossa Prada Pirelli. A fare gli onori di casa il Presidente Agostino Randazzo con il Consiglio Direttivo, alla presenza del Sindaco di Palermo Leoluca Orlando, del Presidente di Luna Rossa Prada Pirelli, Patrizio Bertelli e dello Chief Executive Officer e Vice Presidente Esecutivo di Pirelli, Marco Tronchetti Provera.
A ottobre 2020 con il trasferimento del secondo scafo di Luna Rossa inizia la preparazione ad Auckland per la XXXVI America’s Cup.
Il 2021 è l’anno delle regate. Il 23 gennaio il presidente Agostino Randazzo, con la moglie Rosellina e la figlia Maria Antonietta partono per la Nuova Zelanda dove già sono in corso le prime sfide per l’assegnazione della Prada Cup. Il 21 febbraio il Circolo della Vela Sicilia con il team Luna Rossa Prada Pirelli vince la Prada Cup battendo Ineos Team Uk 7-1 e si aggiudica la Challenger Selection Series, quindi il diritto di sfidare Team New Zealand nel match finale di Coppa America. I match races procedono sul filo di un grande equilibrio 3a3, fino a quando ad aggiudicarsi la XXXVI America’s Cup è il defender Emirates Team New Zealand con il punteggio di 7-3. Per il Circolo della Vela Sicilia e per l’Italia è un risultato storico: mai erano state vinte tre regate di finale di Coppa America.
L’8 luglio il Circolo festeggia l’arrivo della Prada Cup con una serata speciale alla presenza dello skipper di Luna Rossa Max Sirena, del timoniere Checco Bruni e di Francesco Longanesi Cattani, rappresentante ad Auckland dell’amministratore delegato Patrizio Bertelli. Assieme alla Prada Cup, che sarà custodita per sempre nella club house del Circolo, arrivano anche la Lipton Cup e la Pell Cup, storici trofei Challenge assegnati al vincitore della finale degli sfidanti.
Il 2 dicembre il Circolo della Vela Sicilia ha lanciato per la quarta volta la sfida alla XXXVII America’s Cup con il Team Luna Rossa Prada Pirelli. A marzo del 2022 viene ufficializzata Barcellona, quale sede delle regate, che si disputeranno nell’autunno del 2024.
Il 13 ottobre 2022 è stato varato presso la base di Luna Rossa Prada Pirelli, a Cagliari il futuristico prototipo Luna Rossa con il quale il team tornerà in mare. La navigazione con questa barca sarà fondamentale per i velisti e, in particolare, per il programma di ricerca e sviluppo che porterà al disegno del nuovo AC75 con cui si correrà la 37^ America’s Cup nel 2024 a Barcellona in Spagna.